# Hanna Wisniewská
Hanna Wiśniewska (* 1990 Wrocław) je polská juniorská reprezentantka v orientačním běhu. Mezi její největší úspěchy patří druhé místo ze sprintu na juniorském mistrovství světa 2010 v dánském Aalborgu. V současnosti běhá za polský klub WKS Śląsk Wrocław.

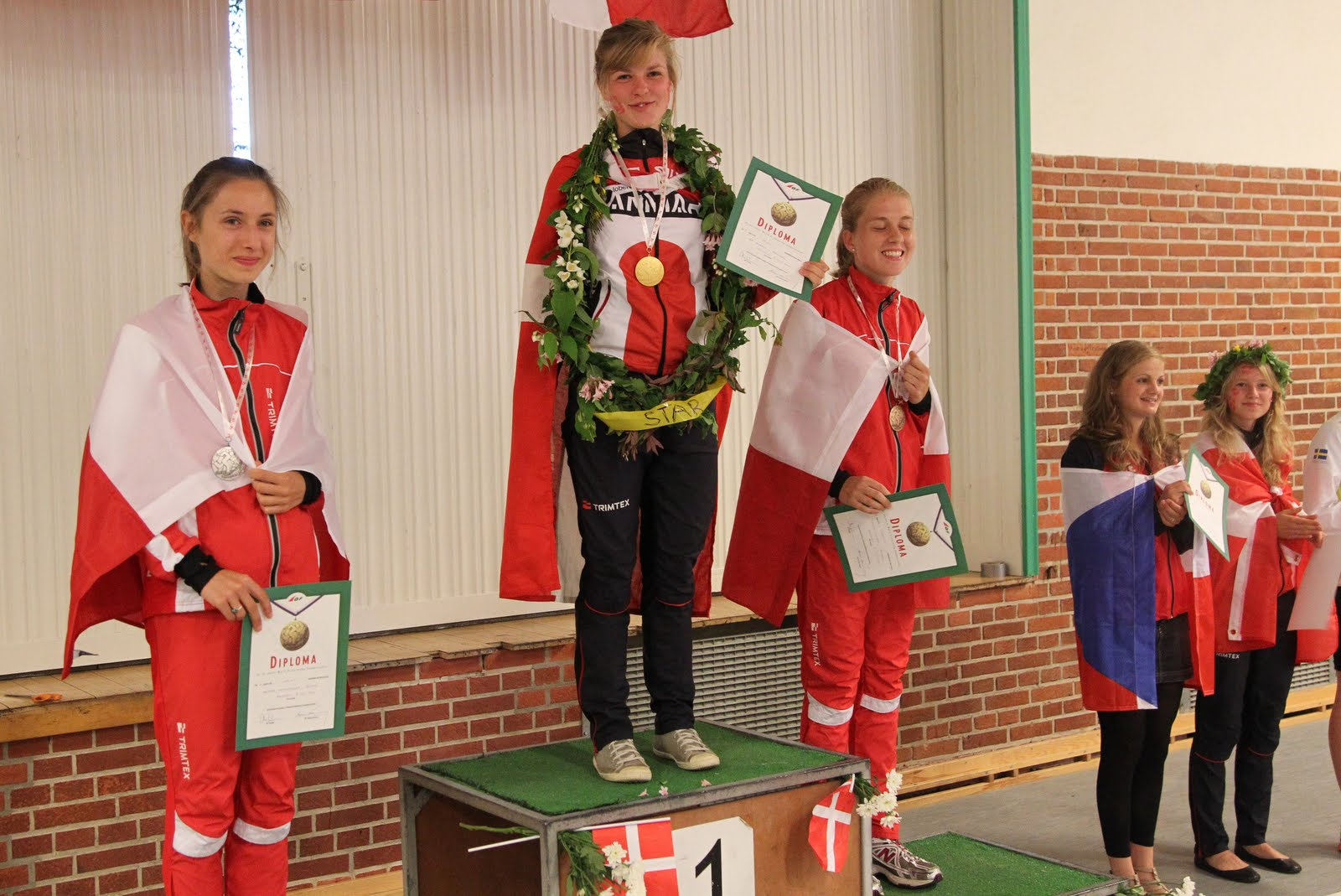
Medailistky ze sprintu JWOC 2010 (zleva: Hanna Wisniewská, Ida Bobachová, Monika Gajdová)

## Sportovní kariéra
| Přehled úspěchů na Mistrovství světa | Přehled úspěchů na Mistrovství světa | Přehled úspěchů na Mistrovství světa | Přehled úspěchů na Mistrovství světa | Přehled úspěchů na Mistrovství světa |
| Mistrovství světa                    | Sprint                               | Middle                               | Long                                 | Štafety                              |
| ------------------------------------ | ------------------------------------ | ------------------------------------ | ------------------------------------ | ------------------------------------ |
| Miskolc 2009                         | 39. místo                            | Q20. místo                           | X                                    | X                                    |

| Přehled úspěchů na Mistrovství světa juniorů | Přehled úspěchů na Mistrovství světa juniorů | Přehled úspěchů na Mistrovství světa juniorů | Přehled úspěchů na Mistrovství světa juniorů | Přehled úspěchů na Mistrovství světa juniorů |
| Mistrovství světa juniorů                    | Sprint                                       | Middle                                       | Long                                         | Štafety                                      |
| -------------------------------------------- | -------------------------------------------- | -------------------------------------------- | -------------------------------------------- | -------------------------------------------- |
| Göteborg 2008                                | 37. místo                                    | DSQ                                          | 93. místo                                    | X                                            |
| San Martino 2009                             | X                                            | 18. místo                                    | 47. místo                                    | 9. místo                                     |
| Aalborg 2010                                 | 2. místo                                     | 23. místo                                    | 7. místo                                     | 4. místo                                     |